# Fußball-Weltmeisterschaft der Frauen 2011/Nigeria
Dieser Artikel behandelt die Nigerianische Fußballnationalmannschaft der Frauen (Spitzname „Super Falcons“) bei der Fußball-Weltmeisterschaft der Frauen 2011 in Deutschland.
Nigeria lag vor der WM auf Platz 27 der FIFA-Weltrangliste und nahm als einzige afrikanische Mannschaft an allen bisherigen Frauen-WM-Endrunden teil. Bei der WM 1999 erreichten sie das Viertelfinale, in dem sie mit 3:4 n. V. gegen Brasilien ausschieden. Ansonsten war immer nach der Vorrunde Schluss. Nigeria ist mit acht Titeln Rekordsieger der Fußball-Afrikameisterschaft der Frauen. Die U-20-Mannschaft (Spitzname „Falconets“) erreichte bei der U-20-Fußball-Weltmeisterschaft der Frauen 2010 das Finale, in dem sie mit 0:2 gegen Gastgeber Deutschland verloren. Nationaltrainerin ist Ngozi Eucharia Uche, die bei der ersten WM 1991 drei WM-Spiele für Nigeria bestritt.

## Qualifikation zur WM
Nigeria qualifizierte sich durch den Sieg im Halbfinale der Fußball-Afrikameisterschaft der Frauen 2010 gegen Kamerun für die Endrunde. Zuvor musste sich Nigeria in fünf Spielen durchsetzen, angefangen mit der Qualifikation zur Afrikameisterschaft, in der Nigeria die Elfenbeinküste zweimal bezwang.
| Hinspiel       |   |         |     |
| Elfenbeinküste | – | Nigeria | 1:2 |
| Rückspiel      |   |         |     |
| Elfenbeinküste | – | Nigeria | 1:3 |

Die Afrikameisterschaft fand im Oktober und November 2010 mit acht Mannschaften in Südafrika statt. In der Gruppenphase spielte zunächst jede einmal gegen die drei anderen Mannschaften der Gruppe. In den Gruppenspielen blieben die „Super Falcons“ stets siegreich.
| Rang | Land      | Tore | Punkte |
| ---- | --------- | ---- | ------ |
| 1    | Nigeria   | 10:1 | 9      |
| 2    | Südafrika | 7:3  | 6      |
| 3    | Mali      | 3:11 | 3      |
| 4    | Tansania  | 3:8  | 0      |

| 1. November 2010 in Benoni  |   |         |           |
| Nigeria                     | – | Mali    | 5:0 (3:0) |
| 4. November 2010 in Benoni  |   |         |           |
| Südafrika                   | – | Nigeria | 1:2 (1:2) |
| 7. November 2010 in Tembisa |   |         |           |
| Tansania                    | – | Nigeria | 0:3 (0:2) |

Das Finale gewann Nigeria gegen das ebenfalls qualifizierte Äquatorialguinea, wobei Äquatorialguinea zwei Eigentore unterliefen. Die meisten Tore aller afrikanischen Spielerinnen erzielte die Nigerianerin Perpetua Nkwocha (11), mit 34 Jahren älteste Teilnehmerin der Afrikameisterschaft. Dabei gelang ihr gegen Mali und Kamerun jeweils ein klassischer Hattrick.
| 11. November 2010 in Benoni: Halbfinale |   |                  |           |
| Nigeria                                 | – | Kamerun          | 5:1 (2:0) |
| 14. November 2010 in Benoni: Finale     |   |                  |           |
| Nigeria                                 | – | Äquatorialguinea | 4:2 (1:0) |

## Kader für die WM

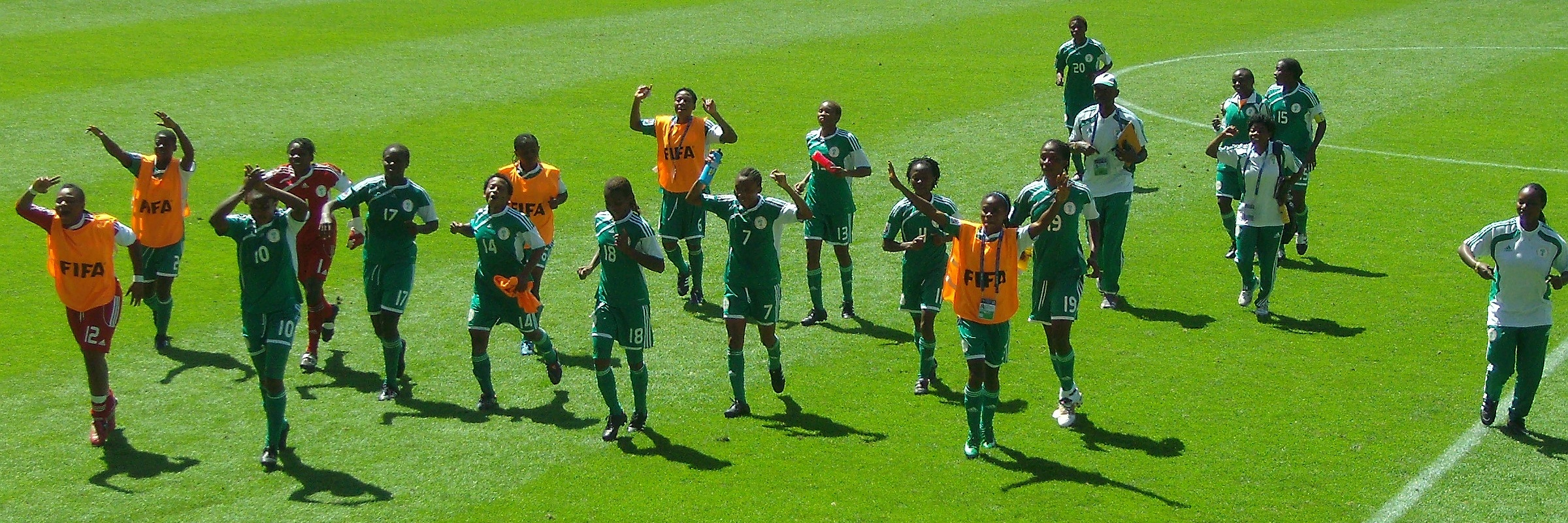
Nigerias U-20-Team feierte 2010 einen Viertelfinalsieg gegen die USA. Vom WM-Team 2011 sind im Bild (von links, mit damaliger Rückennummer): Rebecca Kalu (10), Alaba Jonathan (1), Helen Ukaonu (17), Glory Iroka (11), Uchechi Sunday (19) und Osinachi Ohale (20). Ebenfalls Teilnehmerinnen beider Turniere, hier nicht im Bild: Ebere Orji (8), Desire Oparanozie (9).

Erfahrenste Spielerinnen im nigerianischen WM-Kader sind Stella Mbachu, die schon bei drei WM-Turnieren eingesetzt wurde, sowie Perpetua Nkwocha, Precious Dede und Onome Ebi, die zuvor bei zwei WM-Turnieren dabei waren. Acht Spielerinnen haben im nigerianischen Team bei der U-20-Fußball-Weltmeisterschaft der Frauen 2010 Länderspielerfahrung gesammelt und sind dort U-20-Vize-Weltmeisterinnen geworden.
Die Spielerinnen haben eine Durchschnittsgröße von 1,68 m, wobei Uchechi Sunday mit 1,82 m die größte Spielerin ist. Mehrere Spielerinnen sind mit 1,60 m die kleinsten Spielerinnen des Kaders.
Für eine Kontroverse zum Turnierbeginn sorgte die nigerianische Nationaltrainerin Ngozi Eucharia Uche, die im Vorfeld der Weltmeisterschaft alle lesbischen Spielerinnen aus der Nationalmannschaft verbannt hatte. Ihre Äußerungen wurden wie folgt übersetzt: „Ja, die Lesben in unserer Mannschaft waren wirklich ein großes Problem. Aber seitdem ich Trainerin der Falcons bin, hat sich das erledigt. Es gibt keine lesbische Spielerin mehr in meinem Team. Wir brauchen göttliche Intervention, um Homosexualität zu kontrollieren und einzuschränken. Bei uns hat es funktioniert. Ich kann diese dreckige Lebensweise nicht tolerieren.“ Nach einem Gespräch mit Tatjana Haenni, der FIFA-Abteilungsleiterin für Frauenfußballwettbewerbe, dementierte Uche, diese Aussagen gemacht zu haben.
| Nr.                         | Spieler               | Geburtsdatum | Verein                      | Länderspiele | Länderspieltore | WM-Spiele            | WM 2011 | WM 2011 | WM 2011      | WM 2011          | WM 2011     | WM 2011 |
|                             |                       |              |                             |              |                 |                      | Sp.     | Tore    | Gelbe Karten | Gelb-Rote Karten | Rote Karten |         |
| Tor                         | Tor                   | Tor          | Tor                         | Tor          | Tor             | Tor                  | Tor     | Tor     | Tor          | Tor              | Tor         | Tor     |
| --------------------------- | --------------------- | ------------ | --------------------------- | ------------ | --------------- | -------------------- | ------- | ------- | ------------ | ---------------- | ----------- | ------- |
| 1                           | Precious Dede         | 18.01.1980   | Rivers Angels               | 73           | 0               | 6 (2003, 2007)       | 3       | 0       | 0            | 0                | 0           |         |
| 16                          | Tochukwu Oluehi       | 02.05.1987   | Sunshine Queens             | 40           | 0               | 0 (2007)             | 0       | 0       | 0            | 0                | 0           |         |
| 21                          | Alaba Jonathan        | 01.06.1993   | Pelican Stars               | 01           | 0               |                      | 0       | 0       | 0            | 0                | 0           |         |
| Abwehr                      |                       |              |                             |              |                 |                      |         |         |              |                  |             |         |
| 3                           | Osinachi Ohale        | 21.12.1991   | Delta Queens                | 12           | 0               |                      | 3       | 0       | 1            | 0                | 0           |         |
| 5                           | Onome Ebi             | 08.05.1983   | Duvenciler Lisesi           | 48           | 0               | 4 (2003, 2007)       | 3       | 0       | 1            | 0                | 0           |         |
| 6                           | Helen Ukaonu          | 17.05.1991   | Sunnanå SK                  | 15           | 01              |                      | 3       | 0       | 0            | 0                | 0           |         |
| 14                          | Faith Ikidi           | 28.02.1987   | Piteå IF                    | 50           | 0               | 3 (2007)             | 3       | 0       | 0            | 0                | 0           |         |
| 15                          | Josephine Chukwunonye | 19.03.1992   | Rivers Angels               | 12           | 0               |                      | 1       | 0       | 0            | 0                | 0           |         |
| 18                          | Ulunma Jerome         | 11.04.1988   | Piteå IF                    | 38           | 0               | 3 (2007)             | 0       | 0       | 0            | 0                | 0           |         |
| Mittelfeld                  |                       |              |                             |              |                 |                      |         |         |              |                  |             |         |
| 2                           | Rebecca Kalu          | 12.06.1990   | Rivers Angels               | 02           | 01              |                      | 0       | 0       | 0            | 0                | 0           |         |
| 4                           | Perpetua Nkwocha      | 03.01.1976   | Sunnanå SK                  | 83           | 41              | 6 (2003, 2007)       | 3       | 1       | 0            | 0                | 0           |         |
| 8                           | Ebere Orji            | 23.12.1992   | Rivers Angels               | 17           | 02              |                      | 3       | 0       | 0            | 0                | 0           |         |
| 10                          | Rita Chikwelu         | 06.03.1988   | Umeå IK damfotboll          | 40           | 16              | 3 (2007)             | 3       | 0       | 0            | 0                | 0           |         |
| 11                          | Glory Iroka           | 03.01.1990   | Rivers Angels               | 11           | 0               |                      | 2       | 0       | 0            | 0                | 0           |         |
| 13                          | Ogonna Chukwudi       | 14.09.1988   | Umeå IK damfotboll          | 13           | 0               | 1 (2007)             | 1       | 0       | 0            | 0                | 0           |         |
| Angriff                     |                       |              |                             |              |                 |                      |         |         |              |                  |             |         |
| 7                           | Stella Mbachu         | 16.04.1978   | Rivers Angels               | 88           | 20              | 8 (1999, 2003, 2007) | 3       | 0       | 0            | 0                | 0           |         |
| 9                           | Desire Oparanozie     | 17.12.1993   | Delta Queens                | 16           | 07              |                      | 3       | 0       | 0            | 0                | 0           |         |
| 12                          | Sarah Michael         | 22.07.1990   | KIF Örebro                  | 09           | 0               |                      | 2       | 0       | 0            | 0                | 0           |         |
| 17                          | Francisca Ordega      | 19.10.1993   | Bayelsa Queens              | 12           | 01              |                      | 2       | 0       | 0            | 0                | 0           |         |
| 19                          | Uchechi Sunday        | 09.09.1994   | FC Neunkirch                | 03           | 0               |                      | 3       | 0       | 0            | 0                | 0           |         |
| 20                          | Amenze Aighewi        | 21.11.1991   | Rivers Angels               | 05           | 0               |                      | 1       | 0       | 0            | 0                | 0           |         |
| Trainerstab                 |                       |              |                             |              |                 |                      |         |         |              |                  |             |         |
| Cheftrainerin               | Ngozi Uche            | 18.06.1973   | Nigeria Football Federation |              |                 | 3 (1991)             | 3       | 0       | 0            | 0                | 0           |         |
| Technischer Berater         | Thomas Obliers        | 21.10.1967   |                             |              |                 |                      | 3       | 0       | 0            | 0                | 0           |         |
| Anmerkungen: 1. 2. 3. 4. 5. |                       |              |                             |              |                 |                      |         |         |              |                  |             |         |

## Vorbereitung
Im April 2011 bestritt Nigeria zwei Qualifikationsspiele für die Olympischen Spiele in London gegen Namibia und qualifizierte sich damit für die nächste Runde gegen Kamerun, die im August und September stattfindet. Zudem fanden zwei Qualifikationsspiele (von der FIFA als Freundschaftsspiele gewertet) für die All Africa Games gegen Ghana statt. Am 26. Mai traf die Mannschaft in Deutschland ein, reiste dann aber in das vorläufige Quartier nach Österreich, wo im Juni drei Testspiele bestritten wurden.
| Datum          | Ort                    | Gegner     | Ergebnis  | Besonderheiten                    |
| -------------- | ---------------------- | ---------- | --------- | --------------------------------- |
| 3. April 2011  | Abuja                  | Namibia    | 7:0 (6:0) |                                   |
| 16. April 2011 | Windhoek (Namibia)     | Namibia    | 2:0 (2:0) |                                   |
| 1. Mai 2011    | Abuja                  | Ghana      | 1:1 (1:0) |                                   |
| 15. Mai 2011   | Accra (Ghana)          | Ghana      | 1:2 (1:0) |                                   |
| 3. Juni 2011   | Kössen (Österreich)    | Tschechien | 1:0 (0:0) | 1. Länderspiel gegen Tschechien   |
| 7. Juni 2011   | Leogang (Österreich)   | Österreich | 1:1 (0:1) | 1. Länderspiel gegen Österreich   |
| 16. Juni 2011  | Eugendorf (Österreich) | Slowakei   | 2:2 (0:2) | 1. Länderspiel gegen die Slowakei |

## Gruppenspiele
In Gruppe A traf Nigeria im ersten Spiel der WM auf Frankreich. Die Französinnen dominierten das Spiel von Beginn an, dennoch hatte Nigeria die erste große Torchance, die die erst 17-jährige Desire Oparanozie aber nicht verwerten konnte. In der 56. Minute gelang Marie-Laure Delie mit dem ersten Tor der WM der 1:0-Siegtreffer für Frankreich. Es war das erste Spiel überhaupt zwischen beiden Mannschaften.
Im Spiel gegen Weltmeister und Gastgeber Deutschland bemühten sich die Nigerianerinnen durch bewusst körperbetontes Spiel, das von der südkoreanischen Schiedsrichterin Cha Sung-mi zum Unmut des Publikums weitgehend toleriert wurde, den deutschen Spielerinnen den Schneid abzukaufen. Dies führte zu einem zerfahrenen Spiel mit wenigen Torchancen auf beiden Seiten. Erst in der 54. Minute gelang es Simone Laudehr nach einem Freistoß die Verwirrung in der nigerianischen Abwehr zu nutzen und den 1:0-Siegtreffer zu erzielen. Denn obwohl Nigeria sich danach um den Ausgleich bemühte, gelang ihnen doch im vierten WM-Spiel nacheinander kein Tor und sie mussten zum neunten Mal nacheinander in einem WM-Spiel den Platz ohne Sieg verlassen.
Nigeria traf zum Abschluss der Gruppenphase auf Kanada, den Sieger des CONCACAF Women’s Gold Cup 2010. Da beide Mannschaften ihre ersten beiden Spiele verloren hatten, war das Spiel für den Turnierverlauf ohne Bedeutung. Gegen Kanada gab es zuvor erst ein Spiel, das bei der WM 1995 3:3 endete. 
Auch wenn es für beide um nichts mehr ging, gingen beide Mannschaften engagiert zur Sache, wobei Kanada den besseren Start hatte, ohne dabei zählbares erzielen zu können. In der 73. Minute gelang Perpetua Nkwocha aber der 1:0-Siegtreffer für die Westafrikanerinnen, die damit ihre Negativserien von neun WM-Spielen ohne Sieg und vier WM-Spielen in Folge ohne eigenes Tor beendeten.
Nigeria beendete die WM mit nur einem erzielten Tor, aber nur Brasilien und Schweden haben weniger Gegentore kassiert.
| Rang | Land        | Tore | Punkte |
| ---- | ----------- | ---- | ------ |
| 1    | Deutschland | 7:3  | 9      |
| 2    | Frankreich  | 7:4  | 6      |
| 3    | Nigeria     | 1:2  | 3      |
| 4    | Kanada      | 1:7  | 0      |

| Sonntag, 26. Juni 2011, 15:00 Uhr in Sinsheim     |   |            |           |
| Nigeria                                           | – | Frankreich | 0:1 (0:0) |
| Donnerstag, 30. Juni 2011, 20:45 Uhr in Frankfurt |   |            |           |
| Deutschland                                       | – | Nigeria    | 1:0 (0:0) |
| Dienstag, 5. Juli 2011, 20:45 Uhr in Dresden      |   |            |           |
| Kanada                                            | – | Nigeria    | 0:1 (0:0) |